# Rukojmí (film, 2005)
Rukojmí (v originále Hostage) je americko-německý thriller s prvky krimi, drama, akčního filmu a hororu. V hlavních rolích hrají Bruce Willis, Jonathan Tucker, Ben Foster, Michelle Horn a Jimmy Bennett. Film je nevhodný pro děti.

## Děj
Jeff Talley nedokázal před několika lety zabránit šílenci, aby vyvraždil svou rodinu. Bohužel se to stalo jeho vinou, když nenechal odstřelovače střílet. Jeff dostal deprese a se svou ženou a dcerou odstěhoval a stal se šerifem na místní stanici.
Tříčlenná partička chlapců vedená Dennisem Kellym čeká před obchodem, kde provokují dceru mafiána Waltera Smitha, Jennifer. Ta je neskrývaně pošle do háje. Aby se pomstili, jedou do Walterova domu a chtějí ukrást jeho auto. Dennis si vezme pistoli a s kamarádem Marshallem jde do domu. Dennisův bratr Kevin čeká v autě. Nemůže to vydržet a jde za Dennisem do domu, aby mu to rozmluvil. Dennis vyhrožuje Walterovi smrtí, když mu nedá klíče. Walter to udělá, ale když chtějí odejít, objeví se u domu policistka. Walter s ní mluví a ujistí ji, že je vše v pořádku. Policistka je na odchodu a vidí Dennisovo hledané auto. Zavolá si posily. Policistka netuší, že ji pozoruje Marshall. Ten vytáhne pistoli a zabije ji. Pro policistu přijíždí Jeff a snaží se s chlapci vyjednávat. Mashall vyleze na balkón a střílí jak šílenec. Dennis omráčí Waltera. Děti jsou svázány a začíná obléhání domu policisty. Marshall zjistí, že dům je téměř nedobytná pevnost. Chlapci se zabarikádují, Jeff volá Dennisovi. Snaží se mu domluvit, zatímco policie je připravená vtrhnou do domu. Střelba je zastavena Jeffem. Walterův syn Tommy vezme mobil a zavolá Jeffovi, protože ho viděl v televizi. Policie zjistí, že Marshall je narušený psychopat. Jeffa unese mafie, chce, aby z domu Waltera donesl nějaké DVD pod pohrůžkou zabití jeho rodiny. Dennis a jeho parta chce vzít peníze a požadovat odvoz. Jeff přijede k domu se sanitkou. Odveze Waltera, ale nedokáže ho přimět mluvit o DVD.
Případu se ujme FBI a chce vtrhnout do domu. Marshall shodí Kevina ze zábradlí, a když Dennis klečí nad Kevinovým tělem, tak ho Marshall zastřelí. Jde rozvázat Jennifer, ale když ji chce políbit, tak ho Jennifer bodne nožem do obličeje. Jennifer vezme Tommyho a utíkají větrací šachtou, zatímco se za nimi dere i Marshall. Chytne Jennifer za nohu a ta ho kopne do už tak dost poškozeného obličeje. Zamknou se v koupelně, zatímco Marshall po místnosti píše svou krví vzkaz, že podpálí dům.
Do domu FBI vtrhne a Marshall po nich začne házet zápalné lahve. Agenti FBI, ve skutečnosti převlečení mafiáni, umírají ve velkém. Do domu jde i Jeff a chrání děti. Střílí po mafiánech z brokovnice, když se začne blížit Marshall. Chce je všechny zabít. Marshall uvidí Jenniferin strach a hodí zápalnou lahev pod sebe. Drsným způsobem uhoří. Jeff zničí fontánu a prodere si cestu ven.
Po skončení akce bere Jeff Waltera na místo srazu s mafiány. Předá jim DVD a Waltera. Walter a šéf mafiánů se začnou hádat. V nastávajícím zmatku vytáhne Jeff pistoli a všechny mafiány postřílí. Vysvobodí svojí rodinu a jdou spolu spokojeně domů.

## Herecké obsazení
- Bruce Willis ..... Jeff Talley
- Jonathan Tucker ..... Dennis Kelly
- Kevin Pollak ..... Walter Smith
- Ben Foster ..... Marshall
- Jimmy Bennett ..... Tommy Smith
- Michelle Horn ..... Jennifer Smithová
- Marshall Allman ..... Kevin Kelly
- Serena Scott Thomas ..... Jane Talleyová
- Rumer Willis ..... Amanda Talleyová
- Tina Lifford ..... Laura Shoemakerová
- Kim Coates ..... hlídač
- Robert Knepper ..... Wil Bechler
- Marjean Holden ..... Carol Floresová
- Michael D. Roberts ..... Ridley
- Art LaFleur ..... Bill Jorgenson
- Randy McPherson ..... Kovak
- Hector Luis Bustamante ..... Ruiz
- Glenn Morshower ..... Leifitz